# پرانویا
پرانویا (یونانی: πρόνοια) سیستمی بود برای اعطای جریان‌های اختصاصی درآمد دولتی به افراد و مؤسسات در اواخر امپراتوری بیزانس. آغاز این سیستم از قرن ۱۱ میلادی بود و تا زمان فتح امپراتوری در قرن ۱۵ ادامه داشت، این سیستم در موارد مهمی با فئودالیسم اروپایی در همان دوره تفاوت داشت.

## نهاد
پرانویا یک نوع اعطا بود که به‌طور موقت حقوق مالی امپراتوری را به یک فرد یا مؤسسه انتقال می‌داد. این حقوق معمولاً شامل مالیات‌ها یا درآمدهای حاصل از زمین‌های زراعی بودند، اما می‌توانستند شامل جریان‌های درآمدی دیگری مانند حقوق آب و ماهیگیری، جمع‌آوری گمرک و غیره نیز باشند. حقوق مختلف مربوط به یک قطعه جغرافیا می‌توانست به افراد مختلف اعطا شود. اعطاها برای یک دوره معین بودند، معمولاً برای طول عمر، و به خواست امپراتور قابل لغو بودند. وقتی مؤسسات، معمولاً صومعه‌ها، اعطا دریافت می‌کردند، این اعطاها به‌طور مؤثر دائمی بودند زیرا مؤسسات به‌طور مداوم فعال بودند. اعطاها قابل انتقال نبودند و (به جز موارد استثنایی در مراحل پایانی نهاد) ارثی نبودند؛ یک پرانویا به گیرنده اعطا تصرف می‌داد، نه مالکیت، که همچنان امپراتوری باقی می‌ماند.
محدودیت‌ها و مشخصات پرانویا در سندی امپراتوری به نام پراکتیکا (به معنی سوابق) ثبت می‌شدند. دارندگان پرانویا (به عبارت دیگر، گیرندگان اعطا) پرانوئیاریوس نامیده می‌شدند و کسانی که در جریان درآمد مذکور کار می‌کردند (مثلاً، کشاورزان روی زمین) در اسناد پارویکوی نامیده می‌شدند. واژه پرانویا می‌توانست به خود اعطا (مثلاً زمین)، ارزش پولی آن یا درآمدی که تولید می‌کرد، اشاره داشته باشد.